# Олгица Батић
Олгица Батић (Београд, 7. децембар 1981) српски је правник и политичар. Потпредседница је Покрета обнове Краљевине Србије (ПОКС).

## Биографија
Њен отац Владан Батић (1949—2010) је био председник Демохришћанске странке Србије (ДХСС). Похађала је основну и средњу школу у Обреновцу и гимназију у Београду. Дипломирала је на Правном факултету Универзитета у Београду.

## Политички рад
Након дипломирања, придружује се правном тиму ДХСС. После смрти свог оца 29. децембра 2010, на Скупштини Демохришћанске странке Србије одржаној 3. септембра 2011. године, изабрана је за председницу.
Током парламентарних избора у Србији у 2012, она је учествовала у коалицији Избор за бољи живот., уз подршку одлазећег председника Бориса Тадића. Коалиција је прикупила 863.294 гласова или 22,06% гласова, односно 67 посланичких места у Скупштини Олгица Батић изабрана је за посланицу посланичке групе Српски покрет обнове - Демохришћанска странка Србије, чији је потпредседник.
Члан је Одбора за правосуђе, државну управу и локалну самоуправу,
Одбора за административно-буџетска и мандатно-имунитетска питања и заменик члана у Одбору за уставна питања и законодавство.
Олгица Батић је председница Извршног одбора Глобалне организације парламентараца против корупције (GOPAC). и члан је Комисије за утврђивање политичког контекста убиства бившег премијера Србије Зорана Ђинђића која функционише при Министарству правде Републике Србије.
Забележено је да Олгица Батић своја скупштинска примања даје у хуманитарне сврхе.

## Адвокатура
Олгица Батић је адвокат у адвокатској канцеларији Батић која је утемељена на породичној традицији. Током адвокатске каријере била је укључена у велики број судских процеса који су окупирали пажњу јавности, међу којима и заступање породице једног од настрадалих гардиста ВЈ у Случају Топчидер. На почетку каријере искуство је стицала и у раду са својим оцем др Владаном Батићем. Олгица Батић се ангажовала на великом броју предмета из различитих области, од крвних деликата, до заступања највећих фирми у Србији, преко пружања помоћи грађанима у различитим областима.